# Forza di proiezione dal mare
La forza di proiezione dal mare è una grande unità militare anfibia interforze italiana, operativa dal 2007, composta da reparti e mezzi provenienti dalla Marina Militare e dall'Esercito Italiano. Al suo comando vi è l'ammiraglio comandante della Brigata Marina "San Marco".

## Storia

### Origini
Nel 1951 i Fucilieri di Marina vennero riuniti ai neocostituiti Lagunari nell'unità interforze Esercito-Marina denominata Settore Forze Lagunari, e stanziati a Villa Vicentina, presso Udine. Il Settore Forze Lagunari era composto da due battaglioni, il Piave e il Marghera: i "marò" del San Marco costituivano la compagnia anfibia, i lagunari dell'esercito la compagnia autoportata. Tale organizzazione durò fino al 1957, quando ciascun reparto rientrò alla forza armata di appartenenza.

### La SILF
Il 23 novembre 1996 viene costituita la forza da sbarco congiunta italo-spagnola, la SILF (Spanish Italian Landing Force), che affianca i mezzi navali della Forza anfibia italo-spagnola (SIAF) destinata ad operare nei teatri di combattimento internazionali per conto della NATO.
La SILF viene strutturata in forma di Brigata anfibia, composta da truppe anfibie fornite dal Tercio de Armada (per la parte spagnola) e dal COMFORSBARC (per la parte italiana), da artiglierie e armi di supporto anticarro ed antiaeree, ricognitori e demolitori, genieri, elicotteri e supporto aereo, IFV e mezzi da combattimento o assalto..

### Nascita
La Forza di proiezione dal mare nacque su iniziativa dell'ex capo di stato maggiore della Difesa, ammiraglio Giampaolo Di Paola, il quale, con la stesura del documento Investire in sicurezza, tracciava le linee guida che avrebbero dovuto indirizzare il processo di trasformazione che in quegli anni stava interessando lo strumento militare nazionale in seguito al radicale cambiamento dello scenario geostrategico. Nel 2006 è stato creato Gruppo di Lavoro congiunto per la realizzazione della FPM, che è diventata operativa l'anno successivo. Nel settembre 2006 il COMFORSBARC effettua lo sbarco a Tiro in Libano, nell'ambito della missione UNIFIL.
LA FPM daL 2007 ha partecipato a tutte le missioni militari italiane all'estero: dal Libano al Golfo Persico, dalla Somalia alla Bosnia, dal Kosovo all'Albania e nelle acque prospicienti l'Eritrea durante la guerra di questa con l'Etiopia.

### COMFORANF
Nel 2013 ha subito una riconfigurazione, con il COMFORSBARC riconfigurato il 1º marzo come COMFORANF (Comando delle forze anfibie) e con la nascita della Brigata marina "San Marco"

## Organizzazione

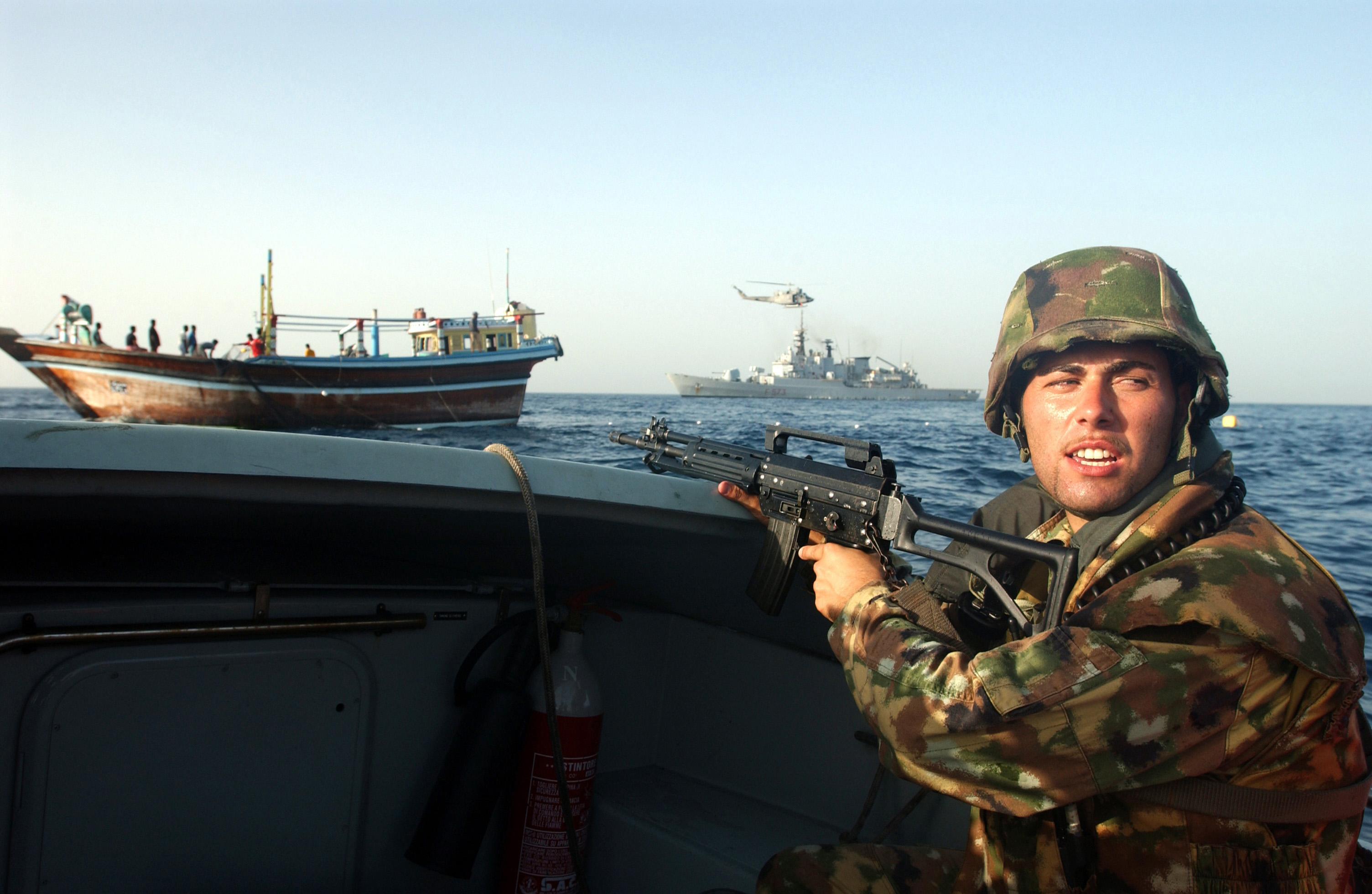
Fante di marina sulla fregata Scirocco

L'unità, che dipende operativamente dal Comando operativo di vertice interforze, nasce dalla integrazione del Comando delle Forze da Sbarco della Marina Militare, comprendente anche le unità navali della classe San Giorgio e il reparto Eliassalto, con unità della Brigata Pozzuolo del Friuli dell'esercito, composte dal Reggimento lagunari "Serenissima", pedina anfibia dell'E.I., e da assetti combat e logistici della brigata Pozzuolo del Friuli ed altri dipendenti da altre brigate.

### Le componenti

#### Componente Marina Militare
- Brigata marina "San Marco"
  - Quartier generale di brigata[7]
  - Comando di brigata[8]
    - Battaglione supporto al comando, su:
      - Compagnia Recon/UDT[9]
      - Compagnia C4[10]
      - Compagnia supporto tecnico

  - 1º Reggimento "San Marco"[11], su:
    - Reparto comando
      - Plotone guastatori
      - Plotone FHT[12]
      - Compagnia nuotatori paracadutisti
      - Compagnia comunicazioni
      - Compagnia C2 con nucleo ASE[13]
      - Due plotoni SALT[14]

    - 1º Battaglione d'assalto "Grado"[15], su:
      - 1ª compagnia d'assalto
      - 2ª compagnia d'assalto
      - Compagnia armi di supporto

    - 2º Battaglione d'assalto "Venezia"[16], su:
      - 3ª compagnia d'assalto
      - 4ª compagnia d'assalto
      - Compagnia armi di supporto

    - 3º Battaglione supporto logistico al combattimento "Golametto"[17], su:
      - Plotone supporto al comando
      - Compagnia logistica
      - Compagnia trasporti tattici
      - Compagnia sanità

    - Compagnia nuotatori paracadutisti

  - 2º Reggimento "San Marco"[18], su: 
    - Nucleo mobilità
    - Battaglione operazioni navali, su:
      - I Compagnia, su dieci squadre navi
      - II Compagnia, su dieci squadre navi

    - Battaglione interdizione e protezione, su:
      - Compagnia protezione delle forze, su dieci squadre
      - Compagnia protezione porti, su dieci squadre

  - 3º Reggimento "San Marco"[19], su:
    - Battaglione SDI (Servizio difesa installazioni) Nord[20], su:
      - Compagnia SDI Liguria

    - Battaglione SDI Centro-Roma[21]
    - Battaglione SDI Sud[22], su:
      - Compagnia SDI Brindisi[23]
      - Compagnia SDI Taranto
      - Compagnia SDI Sicilia[24]
      - 1ª Compagnia di rappresentanza[25]
      - Compagnia Emergenze Nazionali

  - Battaglione scuole "Caorle"[26], su:
    - Compagnia formazione
    - Compagnia abilitazione perfezionamento e specializzazione

#### Componente Esercito

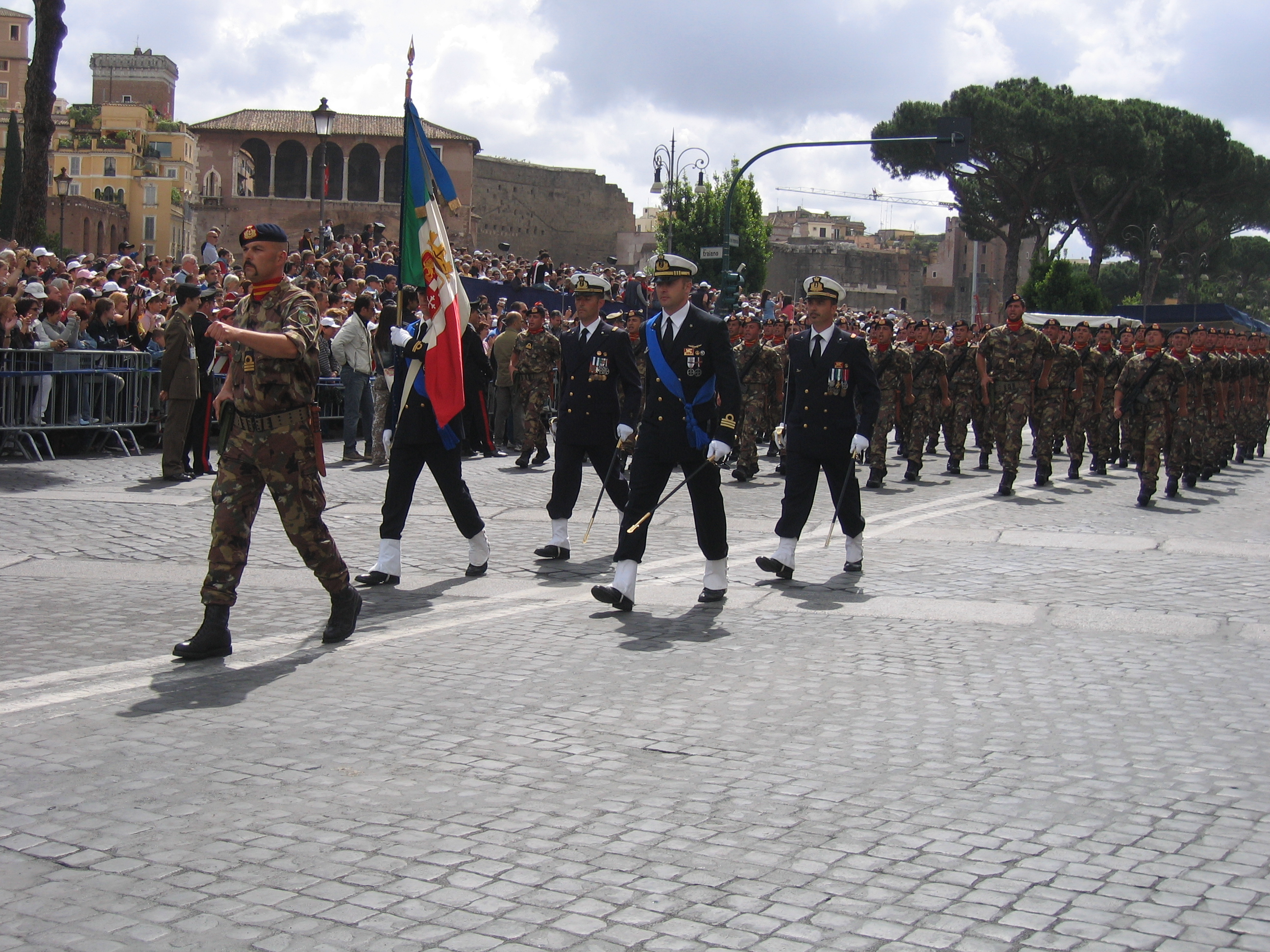
Gli uomini della Forza da sbarco alla parata militare di Roma, 2 giugno 2007

- Reggimento lagunari "Serenissima"[27], su:
  - Comando reggimento
    - Compagnia comando e supporto logistico
    - Compagnia supporto alla manovra
    - Compagnia esploratori anfibi

  - 1º Battaglione lagunari, su:
    - 1ª Compagnia lagunari "Marghera"
    - 2ª Compagnia lagunari "Piave"
    - 3ª Compagnia lagunari "Isonzo"
    - Compagnia supporto alla manovra

  - Compagnia supporti tattici anfibi "Sile"
    - plotoni carri anfibi (AAV7)
    - plotoni mezzi anfibi (barchini rigidi d’assalto, battelli pneumatici ZODIAC FC470 e mezzi da sbarco)
- Elementi di supporto (Brigata "Pozzuolo del Friuli")[28]:
  - Due squadroni esploranti del Reggimento "Genova Cavalleria" (4º) (blindo Centauro) [29]
  - Due batterie di obici del Reggimento artiglieria a cavallo "Voloire" (FH70 da 155 mm)[30]
  - Due compagnie guastatori del 3º Reggimento genio guastatori[31]
- Due batterie Stinger del 17º Reggimento artiglieria contraerea "Sforzesca"
- Assetti elicotteristici d’attacco (Aviazione dell'Esercito) (AW129 Mangusta, NH90, CH47D)

Componente navale (Marina Militare)
- Gruppo mezzi da sbarco[32], su:
  - Sezione marinaresca
  - Sezione organizzazione spiaggia
  - Sezione propulsione e scafo
  - Nucleo mezzi da sbarco
  - Nucleo barchini
- Reparto aeronavale
  - Nave Trieste
  - Nave San Marco
  - Nave San Giusto
  - Nave San Giorgio
  - Reparto Eliassalto

## Tattiche
Gli assalti anfibi hanno subito una notevole evoluzione negli ultimi decenni, per via dei miglioramenti dei sistemi offensivi e difensivi.
La prima fase di un attacco prevede l'intervento di squadre DOA e di ricognizione. Questi specialisti vengono portati in zona di operazioni in modo segreto, con gommoni o elicotteri, e svolgono una prima analisi del teatro di operazioni.
Le squadre ricognizione forniscono al comando informazioni sull'area, mentre i DOA procedono al sabotaggio delle postazioni nemiche più pericolose. In seguito predispongono la bonifica di eventuali ostacoli antisbarco o mine, tramite esplosivi ("controcariche").
Una volta preparata la bonifica dell'area, le navi della forza di sbarco aprono il fuoco, coadiuvate dai velivoli, e i genieri fanno detonare le cariche piazzate sugli ostacoli e sulle difese. Intanto dalle San Giorgio i mezzi anfibi vengono lanciati verso la costa, attraverso il canale di sbarco aperto dai DOA.
Rispetto al passato, oggi le operazioni di sbarco si svolgono ad alta velocità, per evitare perdite dovute al lento stazionamento in mare aperto; tramite motobarche veloci si portano a terra le squadre, composte da otto uomini ognuna.
Dopo la prima ondata di fanteria anfibia, sbarcano i veicoli d'assalto anfibi AAV7, che concludono la presa della testa di ponte, ed in seguito si sbarcano i corazzati pesanti e i cingolati (VCC-1) tramite mezzi da sbarco. Per ultimi vengono sbarcati i mezzi su ruote e l'equipaggiamento per consolidare le difese.